# Кілафли Олександр Дмитрович
Олекса́ндр Дми́трович Кілафли — підполковник Збройних сил України, учасник російсько-української війни.

## З життєпису
Станом на березень 2019 року — командир 88-го окремого батальйону морської піхоти.

## Нагороди та вшанування
- Указом Президента України № 878/2019 від 4 грудня 2019 року за «особисті заслуги у зміцненні обороноздатності Української держави, мужність і самовіддані дії, виявлені у захисті державного суверенітету та територіальної цілісності України, зразкове виконання військового обов'язку» нагороджений орденом Богдана Хмельницького III ступеня[2].